# 黑內爾RS9狙擊步槍
黑內爾RS9是一款由德国槍械製造商海內爾以其原型槍黑內爾RS8為藍本而研製及生產的狙击步枪，發射.338拉普麥格農（8.58×70毫米）口徑步枪子彈。被德國聯邦國防軍的特种部队指挥部和海軍特種部隊指揮部所採用作為取代G22（精密國際AWM .300溫徹斯特麥格農）的中程狙擊步槍並且命名為G29。

## 歷史
2014年，德國聯邦國防軍發出了中程狙擊步槍的合同。中程狙擊步槍所需要的是：高精度步槍、瞄準鏡、觀察工具及附件，而彈藥為可讓連發式步槍裝填多發而且具有單發高精度的.338拉普麥格農（8.58×70毫米）口徑步枪子彈，包括光學瞄準鏡和附件在都需要根據該彈藥的規格。
參考的條款還要求「在空氣分類A1-3、B1-3和C0-2的地區中，與STANAG 4370應用程序期間使用」和「導入的步槍可兼容德國聯邦國防軍現有的Hensoldt NSV 80（Nachtsichtvorsatz 80）夜視鏡」，唯有通過轉換部件以改變口徑並不包括在該條款的一部分。除了黑內爾以外的入圍競標者還包括尤尼克阿爾卑斯TPG-3 A4狙擊步槍。
2016年2月，黑內爾武器公司在競標之中得標，而黑內爾RS9在德國聯邦國防軍中命名為G29狙擊步槍。德國聯邦國防軍將接收首批115枝G29步槍。

## 設計細節
黑內爾RS9是一枝.338拉普麥格農（8.58×70毫米）口徑手動槍機連發式狙擊步槍。採用冷鍛法加工製成的自由浮動式高精度槍管的標準膛線纏距為1：10（254毫米），並且可於槍口裝上B&T生產的制退／消焰器，需要時也可改為Rotex戰術消聲器。旋转后拉式枪机的轉動角度為60゜，並且具有分為兩組共6個的鎖耳。
黑內爾RS9槍身各處封閉的外殼為黑色，而G29則是塗上一種命名為RAL 8000型的沙色；在機匣至護木頂部裝有一條用以裝上瞄準具的全長度STANAG 4694北約附件導軌，而在護木上方的環狀包覆部和骨骼化前托兩側可加裝其他其四條較短的北約附件安裝導軌。比如說好像冬季兩項用途的槍械攜帶系統亦可按照需要裝上。可調節長度式槍托可折疊，槍托縮折以前與縮折以後的長度分別是1,300毫米（51.18英吋）和990毫米（38.98英吋）。其槍托亦配備了可調節的槍托底板（英語：Buttplate）和擬似亦可調節的托腮板。其槍托底部還具有可調節高度的駐鋤。骨骼化前托底部亦整合了附件導軌用以安裝兩腳架（固定樣式架腿或可調節高度式架腿），與可調節的駐鋤併用時就如三腳架般固定在地面上。該槍亦裝上了符合人體工程學形狀手槍握把。
扳機重量可在10至20牛頓之間進行調節。其對人有效射程為1,500公尺（1,640.42碼，4,921.26英尺）。

### 戰術附件
德國聯邦國防軍裝備的G29的標準配備為利用時代戰術（Era-Tac）瞄準鏡連接座裝上的施泰納（Steiner）5—25×56毫米軍用步槍瞄准镜以及用作近戰或備用的Aimpoint Micro T-2紅點鏡；槍口可改為裝上B&T Rotex戰術消聲器。

## 使用國
- 德国
  - 德國聯邦國防軍
    - 特種部隊司令部
    - 海軍特種部隊司令部（德语：Kommando Spezialkräfte Marine）

  - 德國聯邦警察GSG 9

## 資料來源
1. ↑  . C. G. Haenel.   [2016-02-13]. （原始内容存档于2016-02-13）. |periodical=和|work=只需其一 (帮助)
 （页面存档备份，存于）
2. 1 2  . ausschreibungen-deutschland.de. 2014-02-19  [2016-02-12]. （原始内容存档于2016-02-12）.
 （页面存档备份，存于）
3. 1 2  . board.kdospezop.org.   [2016-02-13].
 （页面存档备份，存于）
4. ↑  Ralph Wilhelm. . dwj.de. 2014-02-17  [2016-02-12]. |periodical=和|work=只需其一 (帮助)
 （页面存档备份，存于）
5. ↑  [Pdf, 2,2 MB Auserwählt akkurat – Multikaliber-Scharfschützengewehr Unique-Alpine TPG-3 A4], Caliber. Bad Ems: VS Medien. 09 2015 (9): pp. 16–25 [2016-02-13] （德文）  (PDF).   [2016-04-15]. （原始内容 (PDF)存档于2016-02-13）.
6. 1 2  Jan-Phillipp Weisswange. . STRATEGIE & TECHNIK Blog. 2016-02-05  [2016-02-12].
 （页面存档备份，存于）
7. ↑  . Europäische Sicherheit und Technik. 2016-02-11  [2016-02-12]. （原始内容存档于2016-02-12）.
 （页面存档备份，存于）
8. ↑  . strategie-technik.blogspot.de.   [2016-02-13].
 （页面存档备份，存于）

## 外部連結
- （德文）—HAENEL gewinnt Bundeswehr-Ausschreibung zum G29（页面存档备份，存于） In: all4shooters.com. 3. Februar 2016, abgerufen am 4. Februar 2016.
- （德文）—Verteidigungsministerium: Kartellamt prüft Gewehr-Deal.（页面存档备份，存于） In: spiegel.de. 20. Juni 2015, abgerufen am 12. Februar 2016.
- （德文）—RS8/RS9.（页面存档备份，存于） In: cg-haenel.de. C. G. Haenel, abgerufen am 12. Februar 2016.
- （德文）—Haenel RS8 / RS9. C. G. Haenel, Februar 2011, abgerufen am 13. Februar 2016 (PDF, 3,6 MB, englisch).
- （英文）—Modern Firearms—G29 / Haenel RS9 Sniper Rifle（页面存档备份，存于）
- （英文）—The Firearm Blog.com—
  - Haenel RS8 and RS9 Rifles (SHOT Show 2016)（页面存档备份，存于）
  - New German Army G29 Sniper Rifle (Haenel RS9 in .338 LM)（页面存档备份，存于）
- （英文）—Viking Arms LTD—Haenel RS9 Sniper Rifle
- （英文）—Popular Airsoft.com—Meet The Bundeswehr's New Sniper Rifle: The G29 By Haenel（页面存档备份，存于）